# Dominik de Leon
Dominik de Leon (* 1976 in Koblenz, auch Dominik de León) ist ein deutscher Musikproduzent und DJ (DuMonde) im Bereich Partyschlager.

## Karriere
Nach dem Abitur 1995 am Gymnasium auf dem Asterstein in Koblenz begann de Leon mit dem Auflegen in diversen Clubs. Aus dieser Aktivität gründete sich 1997 das DJ-Trio DuMonde (gemeinsam mit Jürgen Mutschall und René Dumont), das den Richtungen EDM und Hardtrance zugeordnet wird. Nachdem Dumont 2001 ausgestiegen war, setzte das verbliebene Duo das Projekt mit Veröffentlichungen und internationalen Auftritten bis 2007 fort. Danach löste sich DuMonde aus zeitlichen Gründen und wegen der Entwicklung in verschiedene musikalische Richtungen auf.
Seit 2009 ist de Leon als Musikproduzent für u. a. Ikke Hüftgold, Mia Julia, Lorenz Büffel, Isi Glück, Kreisligalegende und viele weiteren Partyschlager-Acts tätig. Gemeinsam mit Ikke Hüftgold (Matthias Distel) gründete er das Unternehmen Summerfield Group, das sich neben der Musikproduktion als 360-Grad-Agentur versteht, und leitet dieses als Geschäftsführer. Die neu erbaute Firmenzentrale befindet sich in Heiligenroth, zwischen Köln und Frankfurt. Dominik de Leon zeichnet unter anderem für den erfolgreichen Partyschlager-Song Johnny Däpp verantwortlich, der als erster Song aus diesem Genre in Deutschland den Platin-Status erreichte. Im Jahr 2021 produzierte de Leon den Song Unten kommt die Gurke rein für die beiden Podcaster Felix Lobrecht und Tommi Schmitt, der in der ersten Woche auf Platz 48 der offiziellen Deutschen Charts einstieg. De Leons Produktionsfirma produzierte den Sommerhit 2022 Layla.

## Diskografie

### Kompilationen als DJ DuMonde
- 1998: Child of the Universe / Mit Taucher
- 1999: King of Rock / Mit Moguai
- 2001: Techno Club Vol.12 / Mit Talla 2XLC
- 2004: The Mixes – Vinyl 1
- 2007: A decade 1997 – 2007
- 2018: The best of

### Singles als DJ DuMonde
- 1998: Tommorow
- 1999: Fly to the Sky / feat. Anastasia
- 1999: See the light
- 2000: Just feel free
- 2001: Memory feat. Lange
- 2001: Never look back
- 2002: God Music
- 2003: Human
- 2004: Kalt
- 2004: Ich will raus
- 2005: Singularity 2005
- 2005: Whats in your head
- 2006: I feel you

### Singles als Musikproduzent Dominik de Leon
- 2013: Mia Julia – Oh Baby
- 2014: Ikke Hüftgold – Keine Farbe im Urin
- 2015: Mia Julia – Mallorca (Da bin ich daheim)
- 2016: Ikke Hüftgold – Huuh
- 2016: Lorenz Büffel – Johnny Däpp
- 2017: Ikke Hüftgold & VFL Eschhofen feat. Kreisligalegende – Modeste Song[7]
- 2018: Melanie Müller & DJ Biene – Die Gläser hoch
- 2019: Isi Glück – Lichtermeer
- 2020: Udo Mc Muff & Kreisligalegende feat. Ikke Hüftgold – Eine Muh, eine Mäh[8]
- 2021: Ikke Hüftgold – Ich schwanke noch[9]
- 2021: Die Sacknähte feat. Ikke Hüftgold – Unten kommt die Gurke rein (El Arenal)
- 2022: Udo McMuff x Ikke Hüftgold x Kreisligalegende feat. Wilke Zierden – O.R.W.H.A.
- 2023: Ikke Hüftgold feat. Vanessa Mai – Igel (Album: Nummer eins)
- 2023: Vanessa Mai – Geiles Life
- 2023: Vanessa Mai – Oben (Album: Matrix)
- 2024: Vanessa Mai – Nicht von dieser Erde (Album: Matrix)
- 2024: Vanessa Mai – Limited Edition (Album: Matrix)
- 2024: Vanessa Mai – Löwenherz (Album: Matrix)
- 2024: Vanessa Mai – Leb den Tag zweimal (Album: Matrix)
- 2024: Vanessa Mai feat. HBz – Pink (Album: Matrix)

### Chartplatzierungen
- Offizielle Deutsche Charts: [10]
- Hitparade Schweiz: [11]